# Haus der Vestalinnen

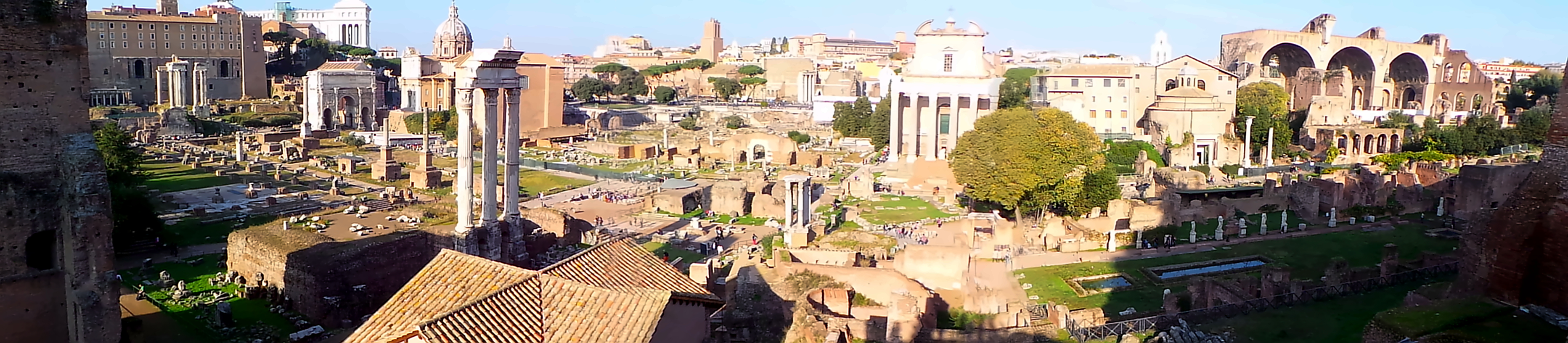
Das Forum Romanum 2015 (Südwest). Rechtsseitig ist das Atrium Vestae mit dem Tempel der Vesta zu erkennen.

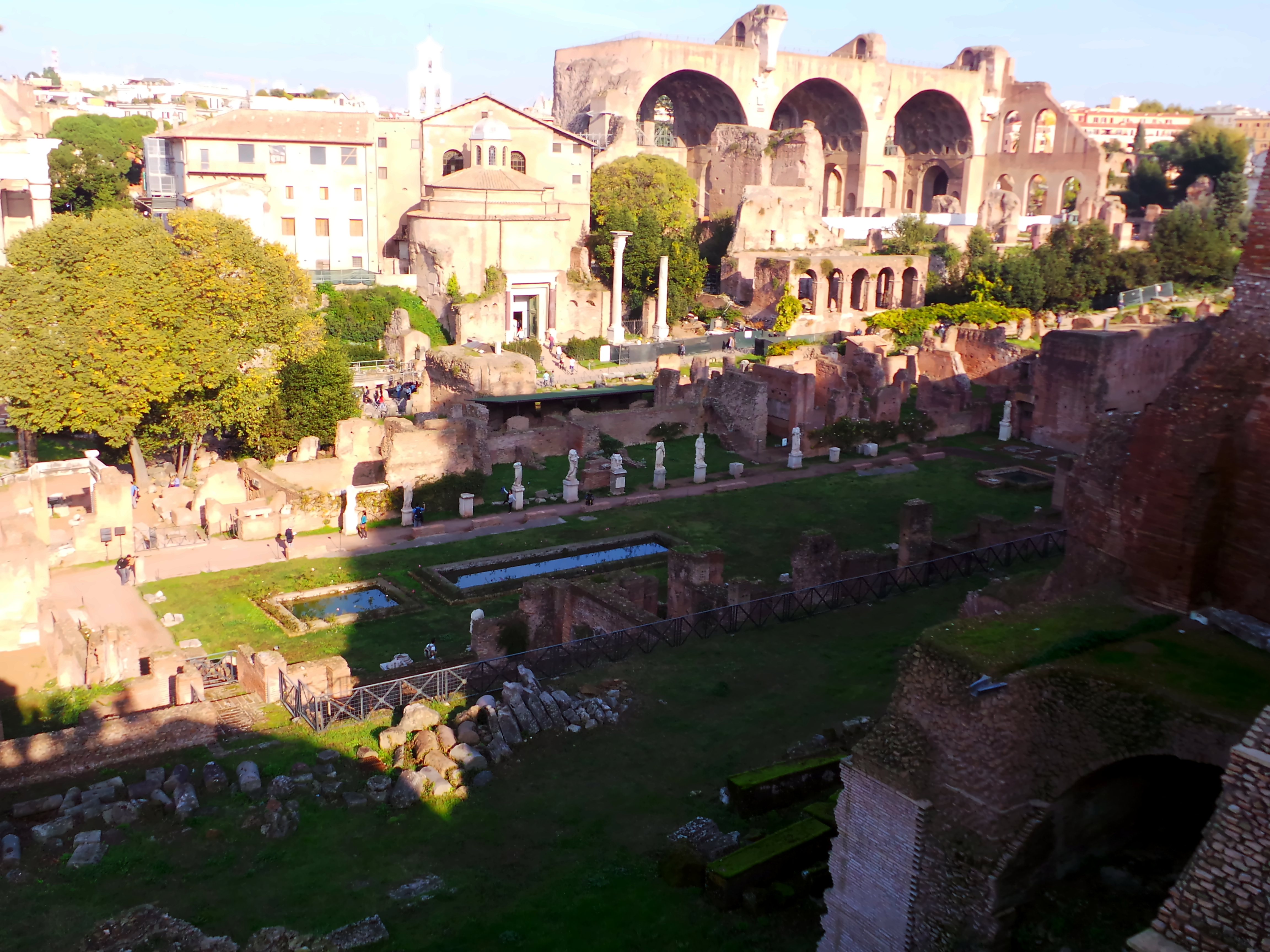
Haus der Vestalinnen aus Südwesten gesehen.

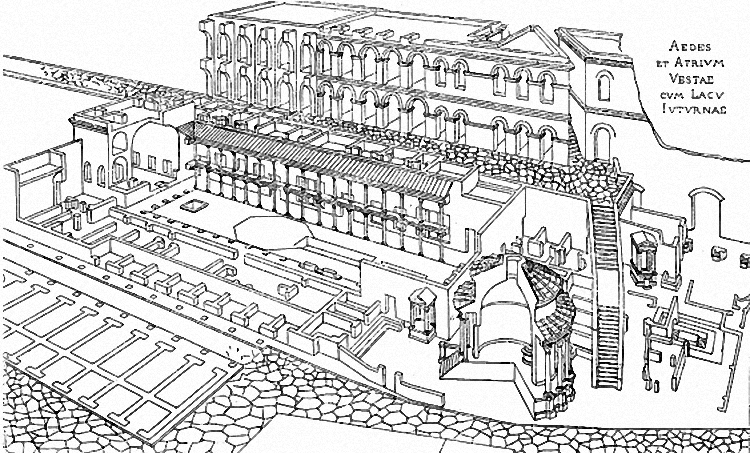
Rekonstruktion des Atrium Vestae von Christian Hülsen (1905)

Das Haus der Vestalinnen (lateinisch: Atrium Vestae) war ein prunkvolles Wohngebäude auf dem Forum Romanum, also dem historischen Forum in Rom, Italien. Es war Wohnsitz der Priesterinnen der Vesta, der Vestalinnen, und befand sich in direkter Nachbarschaft zum Tempel der Vesta.
Es handelte sich um eine mit Heizsystemen ausgestattete zweigeschossige Villa, die mit Schlafzimmern, Küchen, Empfangsräumen und einer Mühle versehen war. Der marmorgepflasterte Arkadenhof war mit Brunnen sowie mit Statuen der berühmtesten Vestalinnen aus der Vergangenheit dekoriert und angeordnet.
Zur Zeit des Augustus wurde das Haus der Vestalinnen durch Einbeziehung der bisher vom Pontifex Maximus bewohnten Domus publica erweitert. Nach der Zerstörung durch den Brand Roms 64 n. Chr. wurde der heute sichtbare Bau begonnen, der in der Kaiserzeit unter Trajan und Septimius Severus mehrmals renoviert und umgebaut wurde. Unter dem christlichen Kaiser Theodosius I. wurde im Jahr 394 das Haus der Vestalinnen aufgegeben.

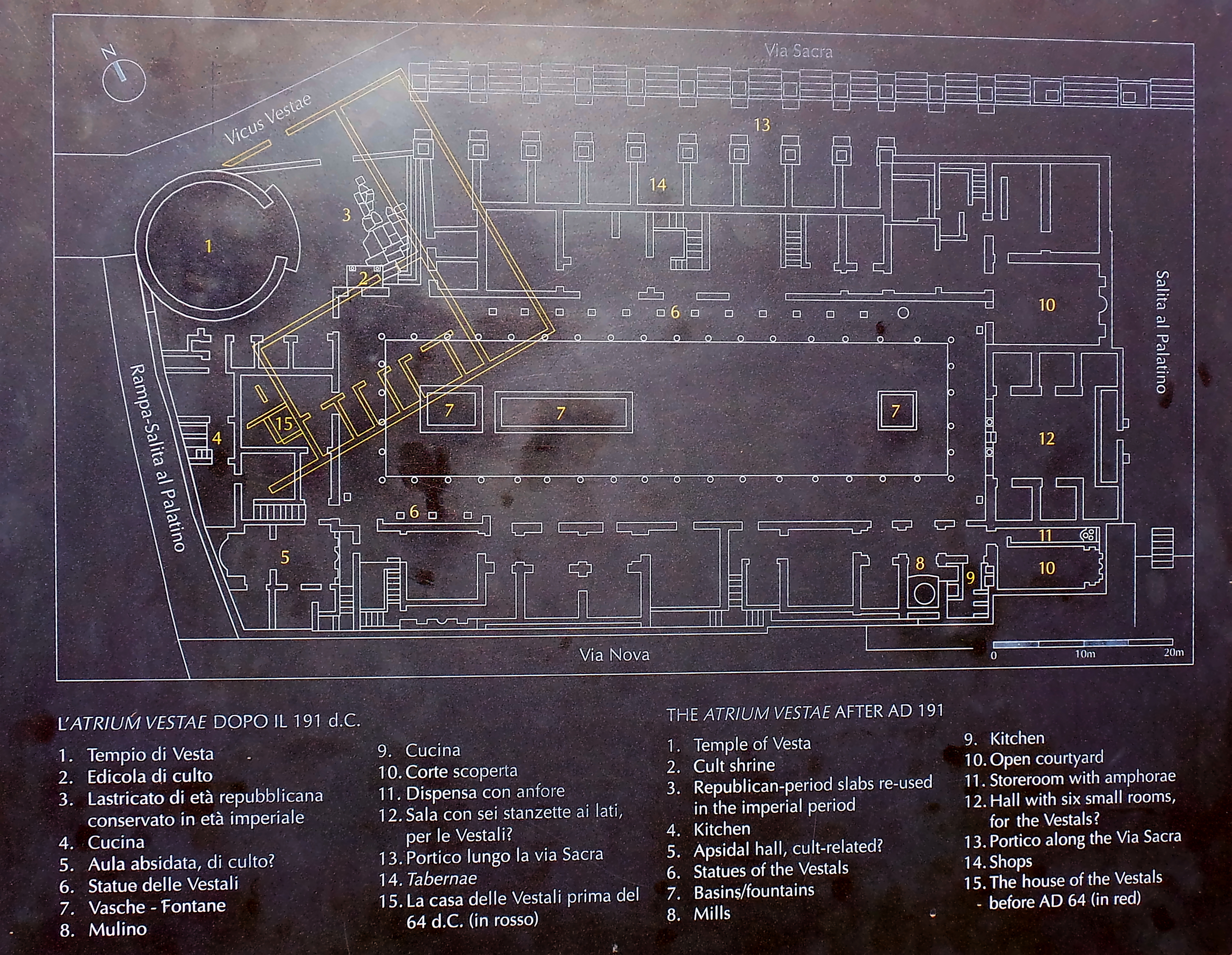
Grundrissskizze mit Legende.
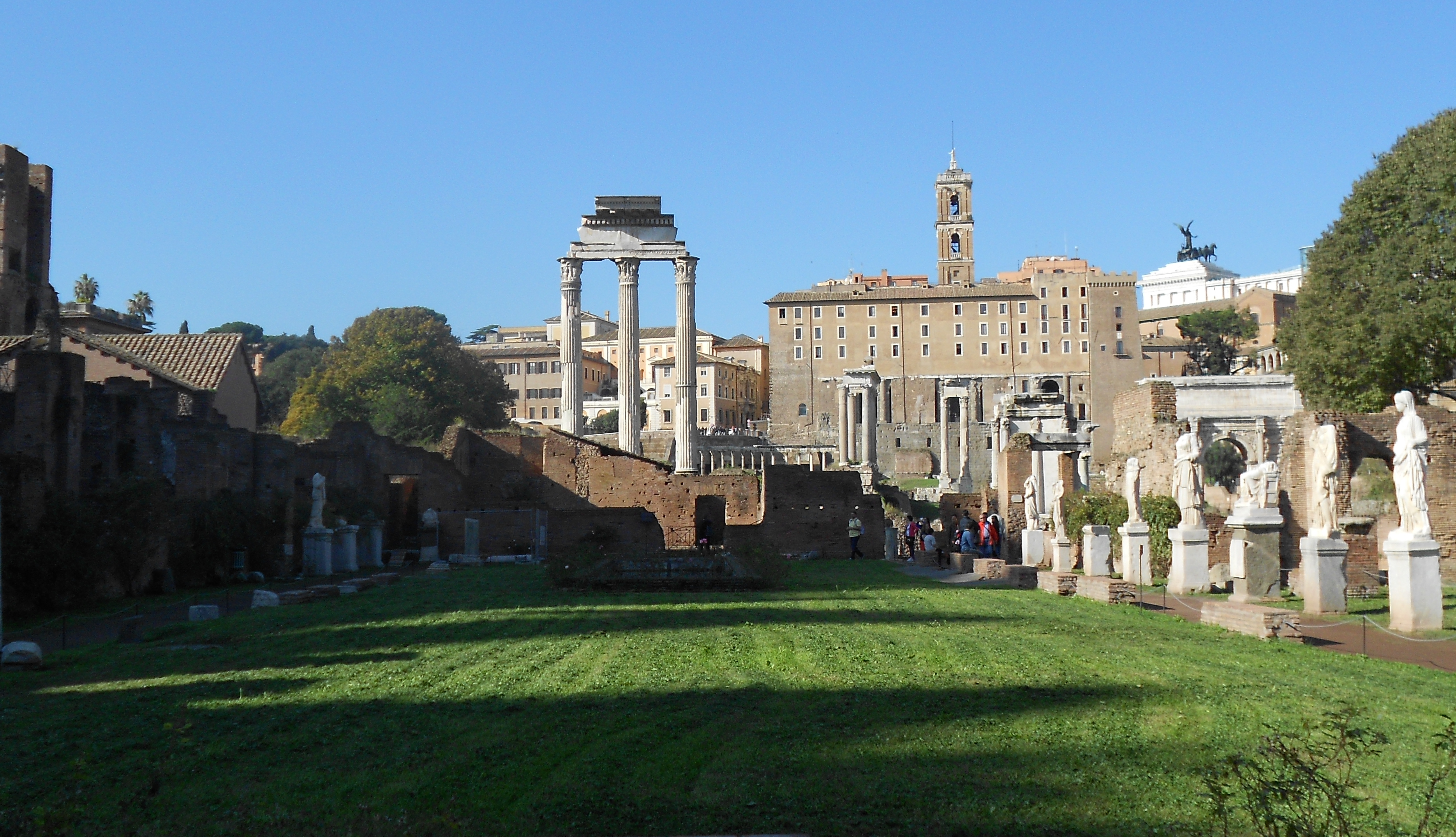
Haus der Vestalinnen, von der Südseite, innerhalb des Atriums.
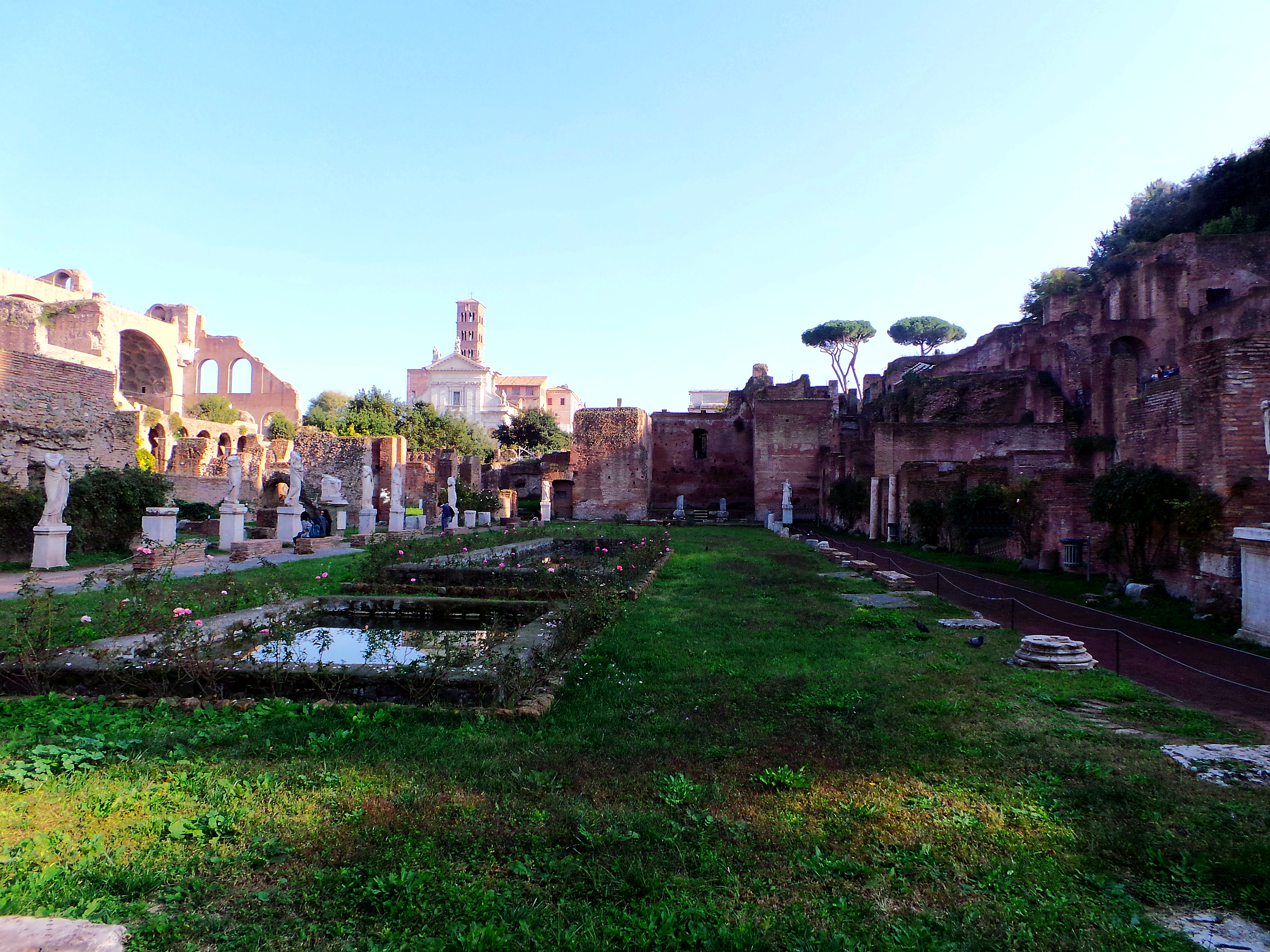
Haus der Vestalinnen, von der Nordseite, innerhalb des Atriums.
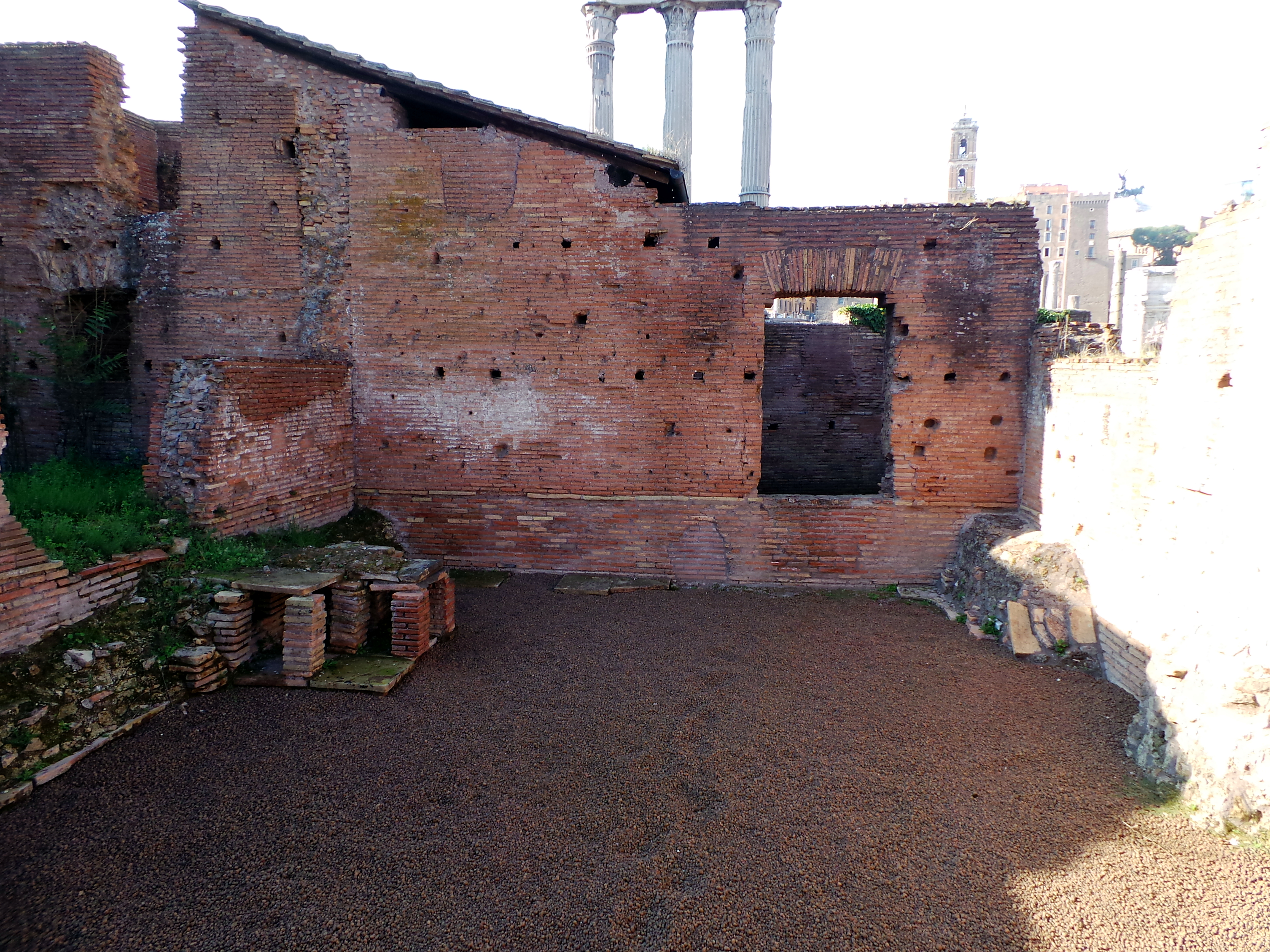
Erhaltener Bereich aus der republikanischen Periode an der Nordseite.
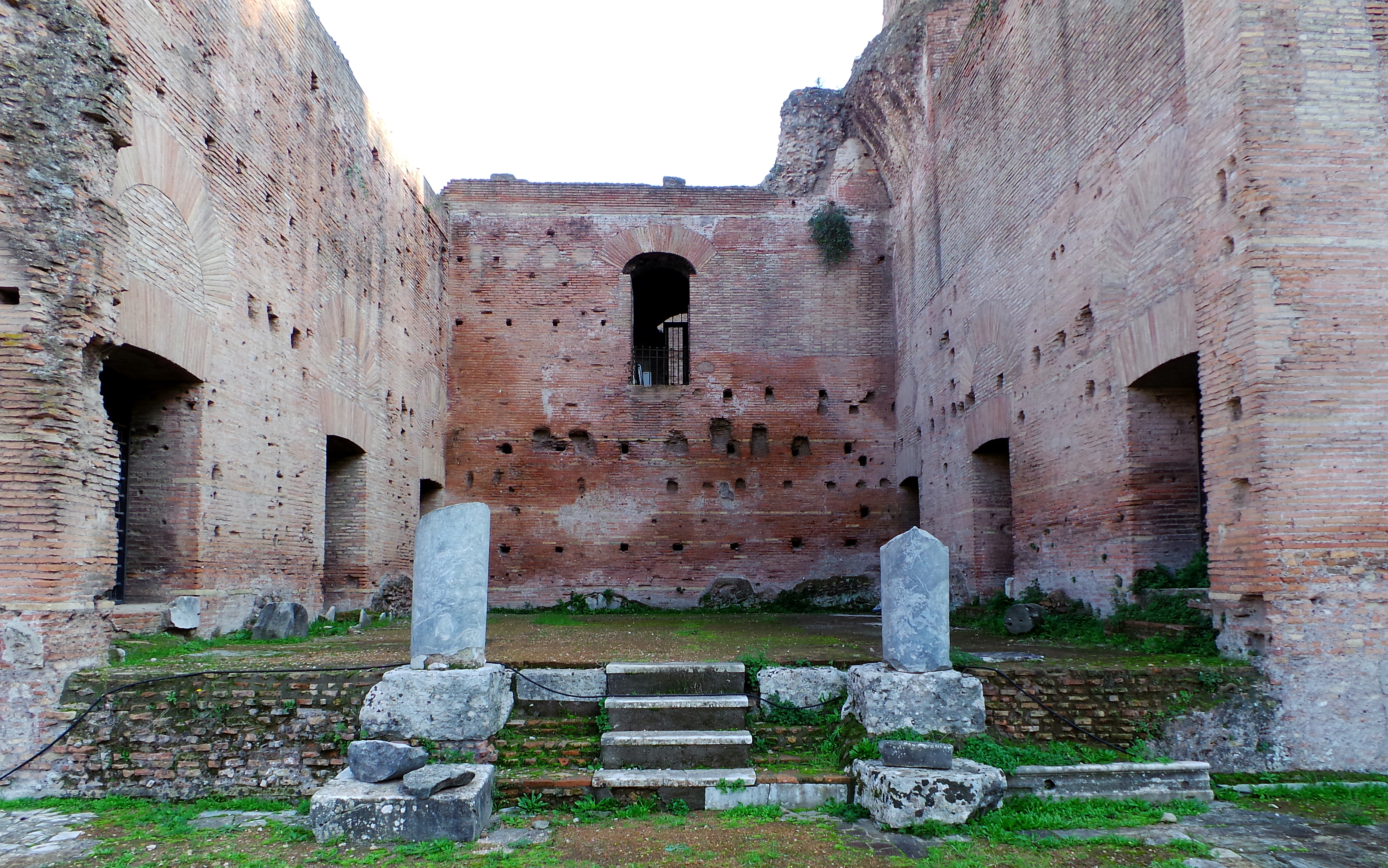
Halle mit sechs Räumen an der Südseite.
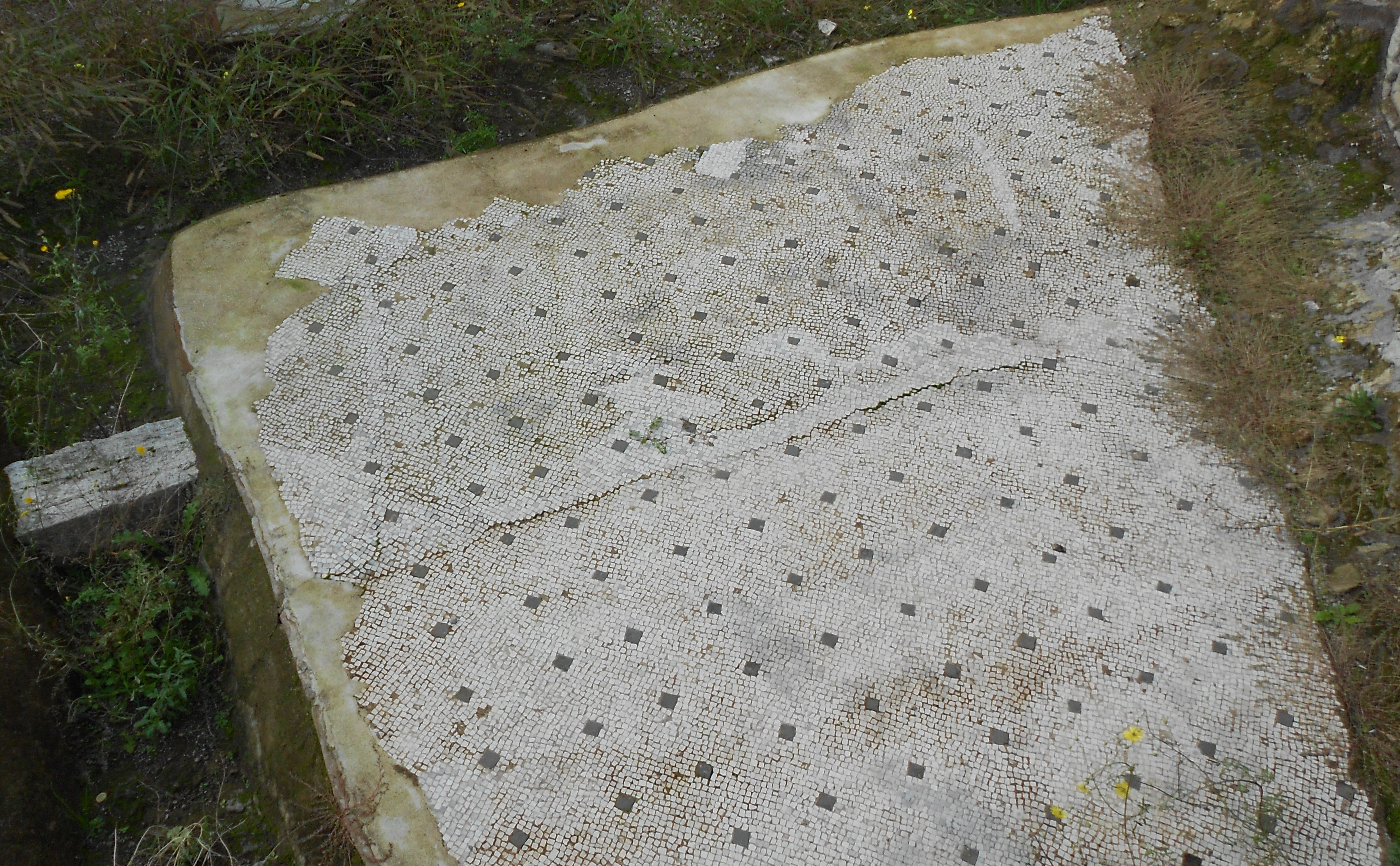
Erhaltener Fußbodenbelag aus dem Wohnbereich der Vestalinnen.

Die Vestalinnen waren die einzigen Priesterinnen Roms. Sie hüteten das ständig brennende heilige Feuer im benachbarten Tempel der Vesta und übten ihr Amt 30 Jahre lang aus. In dieser Zeit durften sie nicht heiraten. Unzucht mit Vestalinnen galt als Inzest und wurde dementsprechend mit dem Tod bestraft. Nur der Kaiser und die Vestalischen Jungfrauen durften innerhalb der Mauern Roms bestattet werden.
Seit dem 27. Januar 2011 ist die renovierte Anlage wieder für die Öffentlichkeit zu besichtigen.